# Luoxi, Guangdong
Luoxi (kinesiska: 螺溪) är en köping i sydöstra Kina. Den ligger i Luhe härad i staden Shanwei i provinsen Guangdong, omkring 240 kilometer öster om provinshuvudstaden Guangzhou. Antalet invånare är 28 871. Befolkningen består av 14 621 kvinnor och 14 250 män. Barn under 15 år utgör 28,0 %, vuxna 15-64 år 61 %, och äldre över 65 år 9,0 %.